# Paweł Pochwała
Paweł Pochwała (ur. 5 sierpnia 1960 w Olsztynie) – polski dziennikarz, prezenter telewizyjny i reżyser.

## Życiorys
Ukończył socjologię i reżyserię na Uniwersytecie Warszawskim.
Autor programu: „Komedianci, czyli poszukiwania bohatera naszych czasów” (rozmowy z miłości do aktorów) – TVP – 2000 r. Gośćmi programu byli między innymi: Jan Peszek, Piotr Fronczewski, Krystyna Janda, czy Zbigniew Zapasiewicz. Współautor programu „Kuchnia z Okrasą” oraz „Kiosk przy Wspólnej” (emisja programu – 2005). W latach (1993–2013) współprowadził wraz z Iwoną Schymallą (do 2011) poranny program TVP1 „Kawa czy herbata?”. W Radiowej Jedynce był współprowadzącym audycji „Cztery pory roku”  i „Lato z Radiem”.
Uprawiał również żeglarstwo - startował w mistrzostwach Polski i Europy. Związany z oddziałem regionalnym Telewizji Polskiej - TVP Warszawa, gdzie jest prowadzącym programu dla seniorów pt. Srebrny telefon. 

### Występy jako aktor
| Rok   | Serial   | Rola             |
| ----- | -------- | ---------------- |
| 2007  | Plebania | Prezenter        |
| 1997– | Klan     | On sam/Prezenter |